# 笠岡駅
笠岡駅（かさおかえき）は、岡山県笠岡市笠岡にある、西日本旅客鉄道（JR西日本）山陽本線の駅である。駅番号はJR-W11。
山陽本線では岡山県最西端である。

## 歴史
- 1891年（明治24年）
  - 7月14日：山陽鉄道倉敷駅 - 当駅間延伸時に終着駅として開設[1]。旅客・貨物取扱開始[1]。
  - 9月11日：山陽鉄道当駅 - 福山駅間延伸、途中駅となる。
- 1906年（明治39年）12月1日：山陽鉄道国有化[1]、官設鉄道の駅となる。
- 1909年（明治42年）10月12日：線路名称制定、山陽本線所属となる。
- 1913年（大正2年）11月17日：井笠鉄道本線開通に伴い、同線の駅が開設（山陽本線現1番のりば対側・4番のりば）。
- 1971年（昭和46年）4月1日：井笠鉄道本線廃止、同線の駅が廃駅となる。
- 1983年（昭和58年）12月25日：貨物の取り扱いを廃止[1]。
- 1986年（昭和61年）11月1日：（新聞紙を除く）荷物扱い廃止[1]。
- 1987年（昭和62年）4月1日：国鉄分割民営化に伴い、西日本旅客鉄道（JR西日本）の駅となる[1]。
- 2005年（平成17年）3月1日：構内にエレベーターおよび多機能トイレを設置[3]。
- 2007年（平成19年）9月1日：ICカード「ICOCA」が利用可能となる。
- 2016年（平成28年）：CTC化に伴い、改札口とホームに新設されたLED式発車標使用開始[4]。
- 2020年（令和2年）9月：駅ナンバリング導入、使用開始[5][6]。
- 2022年（令和4年）
  - 10月1日：管理駅が福山駅から倉敷駅に変更[7][2]。
  - 11月10日：この日限りでみどりの窓口営業終了[8]。
  - 11月11日：みどりの券売機プラス稼働開始[8]。

## 駅構造

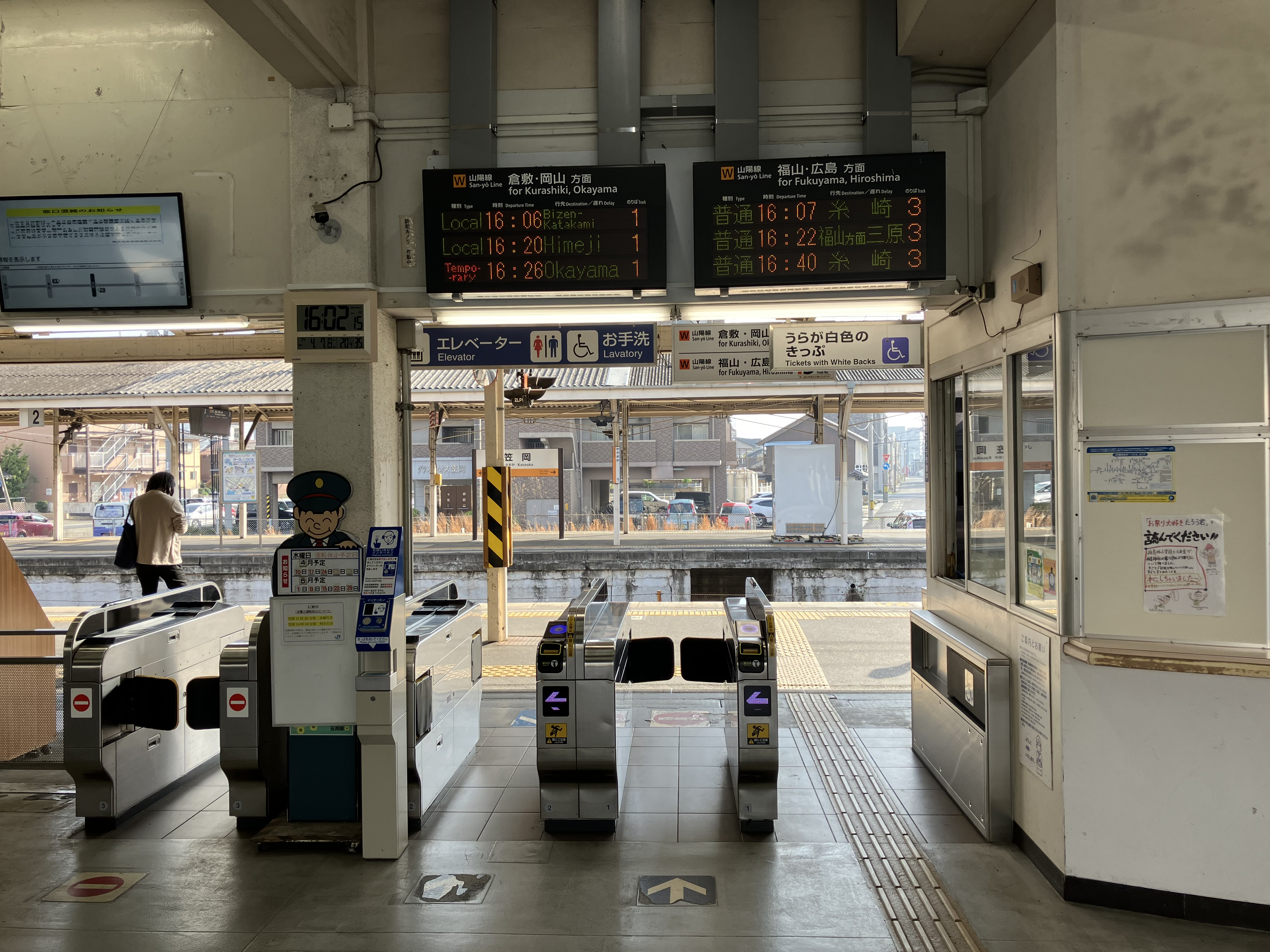
改札口（2024年4月）

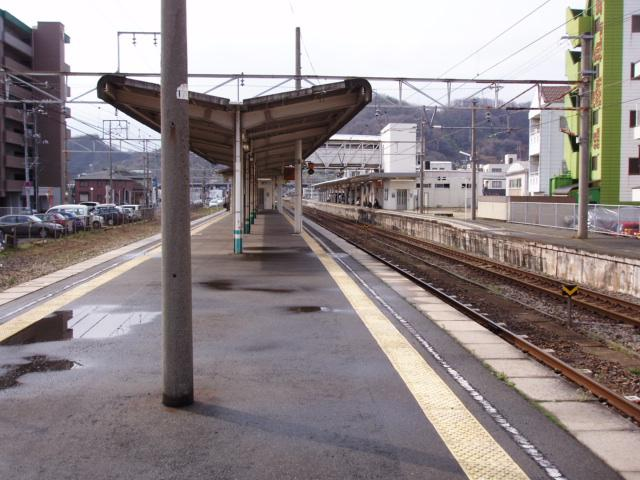
ホーム（2006年4月）

単式ホーム1面1線と島式ホーム1面2線、計2面3線を有する地上駅。駅舎は単式1番のりば側にあり、島式2・3番のりばへは跨線橋で連絡している。跨線橋にはエレベーターが設置されている。北口（正面）はあるがその他の出入口はない。
駅南側へ出るには、北口を出てすぐ（右手側）の通りを進んだ先にある地下道を通ると、南側に出られる。
直営駅。ICOCAが利用可能（相互利用可能ICカードはICOCAの項を参照）。

### のりば
| のりば | 路線     | 方向 | 行先             | 備考                     |
| ------ | -------- | ---- | ---------------- | ------------------------ |
| 1      | 山陽本線 | 上り | 新倉敷・岡山方面 |                          |
| 2・3   | 山陽本線 | 下り | 福山・尾道方面   | 広島方面は糸崎で乗り換え |

- 上り本線は1番のりば、下り本線は3番のりばで、2番のりばは上下共用待避線（中線）である。

### 駅構内の施設
- みどりの券売機プラス
- セブン-イレブンハートインJR笠岡駅店 - KIOSKからのリニューアル。
- コインロッカー
- オストメイト・車椅子対応トイレ
- サンエトワール笠岡店 2023年3月10日閉店

## 利用状況
近年の1日平均乗車人員の推移は以下の通り
| 乗車人員推移 | 乗車人員推移 |
| 年度         | 1日平均人数  |
| ------------ | ------------ |
| 1999         | 4,237        |
| 2000         | 4,010        |
| 2001         | 3,906        |
| 2002         | 3,769        |
| 2003         | 3,773        |
| 2004         | 3,780        |
| 2005         | 3,846        |
| 2006         | 3,834        |
| 2007         | 3,832        |
| 2008         | 3,835        |
| 2009         | 3,661        |
| 2010         | 3,690        |
| 2011         | 3,700        |
| 2012         | 3,697        |
| 2013         | 3,749        |
| 2014         | 3,623        |
| 2015         | 3,618        |
| 2016         | 3,692        |
| 2017         | 3,633        |
| 2018         | 3,568        |
| 2019         | 3,376        |
| 2020         | 2,735        |
| 2021         | 2,654        |

## 駅周辺

### 北側（正面口）
- 笠岡市役所
- 笠岡駅前郵便局
- トマト銀行笠岡支店
- 中国銀行笠岡駅前支店
- 笠岡放送 笠岡駅前サテライトスタジオ
- キムラヤ笠岡駅前店
- 笠岡警察署笠岡駅前交番

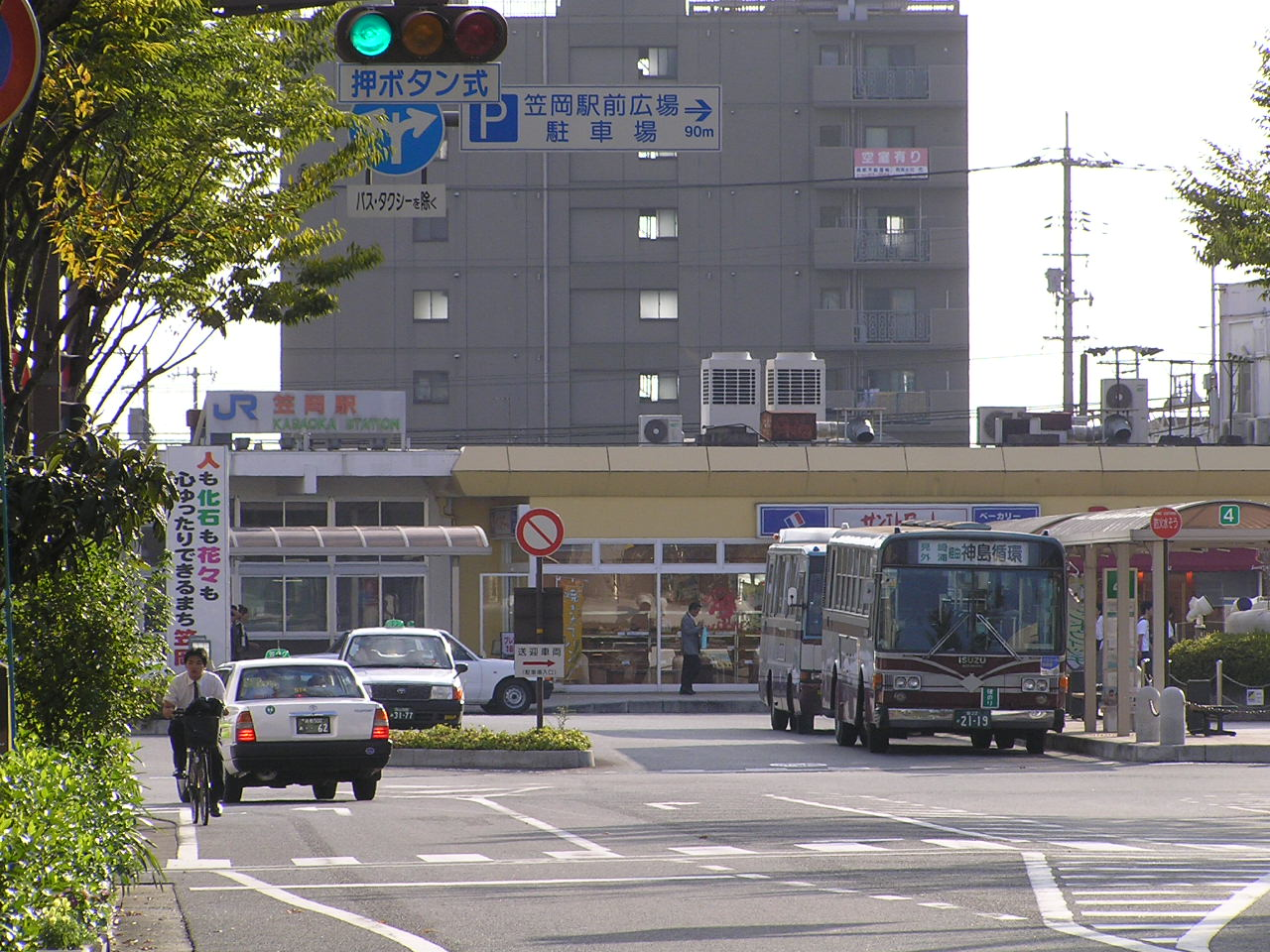
駅前ロータリー（2007年9月）

- オンリーワン笠岡駅前店（スーパーマーケット）
- 駅前バス乗り場（井笠バスカンパニー）、タクシー乗り場
- 岡山県道34号笠岡井原線

### 南側
- 笠岡シーサイドモール
  - ザ・ダイソー
  - マルナカ笠岡店
  - サテライト笠岡
- 笠岡信用組合本店
- 三洋汽船 笠岡港（笠岡諸島方面乗り場）
- 備中笠岡城跡 古城山公園
- 国道2号

## バス路線
北側（正面口）より、井笠バスカンパニー路線が発着する。
| のりば | 路線番号・路線名             | 行先・方面等           | 備考                                                      |
| ------ | ---------------------------- | ---------------------- | --------------------------------------------------------- |
| 1      | ■ 西廻り（右回り）今井循環線 | 今井小学校前方面       | 平日のみ運行                                              |
| 1      | ■ 東廻り（左回り）今井循環線 | 今井小学校前方面       | 平日のみ運行                                              |
| 1      | ■ 笠岡矢掛線                 | 矢掛（小林）           |                                                           |
| 1      | ■ 大井ハイランド経由尾坂線   | 尾坂上                 | 平日のみ運行                                              |
| 2      | ■ 笠岡井原線                 | 井原市民病院           |                                                           |
| 3      | ■ 2-4 笠岡福山線             | 福山駅前               | 平日のみ運行                                              |
| 3      | ■ 笠岡広東線                 | 広東                   |                                                           |
| 3      | ■ 右回り城見循環線           | 城見台団地方面         |                                                           |
| 3      | ■ 左回り城見循環線           | 城見台団地方面         |                                                           |
| 3      | ■ 笠岡矢掛線・笠岡井原線     | 笠岡市民病院           | 平日のみ運行                                              |
| 4      | ■ 大島線                     | 乗時                   | 平日のみ運行                                              |
| 4      | ■ 右回り（外浦）神島循環線   | 神島外浦方面           |                                                           |
| 4      | ■ 左回り（見崎）神島循環線   | 見崎方面               |                                                           |
| 4      | ■ 美の浜線                   | 美の浜バスターミナル   |                                                           |
| 4      | ■ 美の浜線                   | 道の駅笠岡ベイファーム | 季節運行                                                  |
| 4      | ■ 大島中デマンドタクシー     | 松尾                   | 予約制乗合タクシー 火曜・木曜・土曜のみ運行（祝日は運休） |
| 4      | ■ 尾坂デマンドタクシー       | 尾坂上                 | 予約制乗合タクシー 月曜・金曜のみ運行（祝日は運休）       |

- 当駅から里庄方面に路線バスで進むことは不可能である。東海道・山陽本線沿線で次に路線が途切れるのは彦根 - 米原である[注釈 1]。

## その他
- ホーム上屋の支柱の一部に、双頭レールが用いられている。また、以前は軽便鉄道の井笠鉄道が井原市まで伸びており、1番線北側にあるホームを使用していたが1971年（昭和46年）に廃止された。
- 当駅 - 大門駅間（7.1km）の笠岡市吉浜付近に駅新設構想がある[12]。
- 2009年（平成21年）3月ダイヤ改正までは当駅で快速「サンライナー」が普通列車と緩急接続を行っていたため、「サンライナー」利用の上で尾道・三原方面へ向かうには、ホーム移動を伴う福山駅で乗換えるよりも、同一平面上で接続する当駅で乗換えた方が便利であった（「サンライナー」の大半が岡山方面行きホーム（6番乗り場）に直接入線して折返すため）。一時前述の通り当駅での緩急接続が消滅し、一部列車が終点福山駅で緩急接続を行う形となったため、同駅にてホーム移動を伴う乗換が強いられる形となっていた。その後、2017年（平成29年）3月ダイヤ改正で一部の「サンライナー」と普通列車の緩急接続が復活したが、2022年（令和4年）3月ダイヤ改正で「サンライナー」自体が廃止された。

## 隣の駅
西日本旅客鉄道（JR西日本）
 山陽本線
里庄駅 (JR-W10) - 笠岡駅 (JR-W11) - 大門駅 (JR-W12)

### かつて存在した路線
井笠鉄道
本線
笠岡駅 - 鬮場駅